# Задний Двор (Бабаевский район)
Задний Двор — деревня в Бабаевском районе Вологодской области.
Входит в состав Борисовского сельского поселения (с 1 января 2006 года по 13 апреля 2009 года входила в Новолукинское сельское поселение), с точки зрения административно-территориального деления — в Новолукинский сельсовет.
Расстояние до районного центра Бабаево по автодороге — 81 км, до центра муниципального образования села Борисово-Судское по прямой — 13 км. Ближайшие населённые пункты — Ионино, Лыково, Шогда.
По переписи 2002 года население — 6 человек.
В деревне родился Герой Советского Союза Андрей Коновалов.